# Bahnhof Gotemba
Der Bahnhof Gotemba (jap. 御殿場駅, Gotemba-eki) ist ein Bahnhof auf der japanischen Insel Honshū, betrieben von der Gesellschaft JR Central. Er befindet sich in der Präfektur Shizuoka auf dem Gebiet der Stadt Gotemba.

## Verbindungen

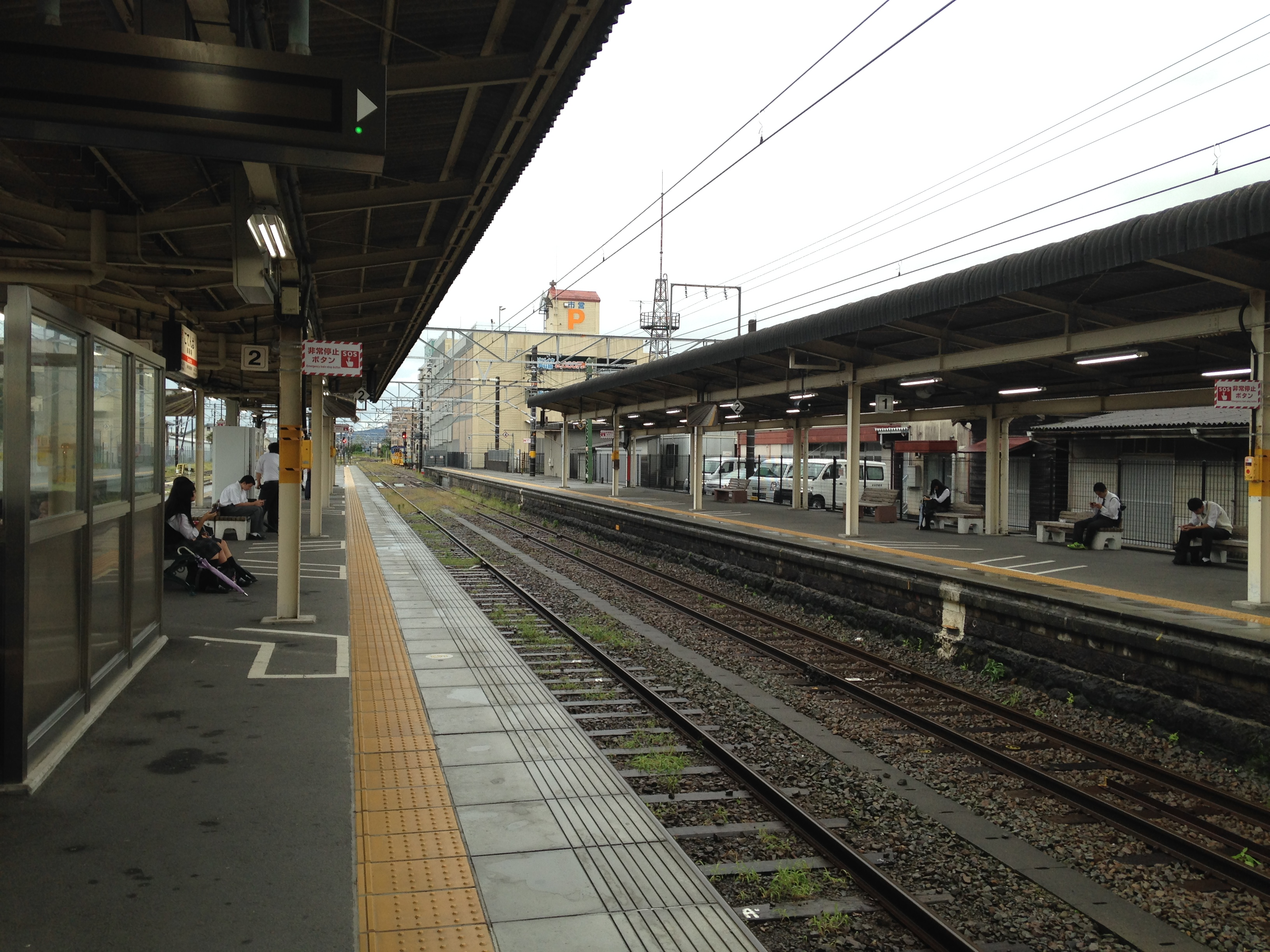
Blick auf die Bahnsteige

Gotemba ist ein Durchgangsbahnhof an der Gotemba-Linie, die von Kōzu nach Numazu führt und von der Gesellschaft JR Central betrieben wird. Auf ihr verkehren Regionalzüge in einem unregelmäßigen Takt (ca. alle 30 bis 60 Minuten); hinzu kommen zu den Hauptverkehrszeiten einzelne Verstärkerzüge, die von Gotemba aus zu den beiden Endstationen fahren. Auf dem Teilstück zwischen Gotemba und Matsuda verkehrt dreimal täglich an Werktagen sowie viermal täglich an Wochenenden der Schnellzug Fujisan der Bahngesellschaft Odakyū Dentetsu (bis zum Fahrplanwechsel im März 2018 als Asagiri bezeichnet). Dieser fährt ab Matsuda weiter auf der Odakyū Odawara-Linie bis zum Bahnhof Shinjuku in Tokio.

## Anlage
Der Bahnhof liegt im Stadtzentrum und ist von Nordosten nach Südwesten ausgerichtet. Er besitzt fünf Gleise, von denen drei dem Personenverkehr dienen. Sie liegen am Hausbahnsteig und an einem überdachten Mittelbahnsteig. Hinzu kommen zwei Abstellgleise östlich der drei Durchfahrtsgleise. Das Empfangsgebäude besitzt die Form eines Reiterbahnhofs, der den westlichen Hausbahnsteig und den Mittelbahnsteig überspannt. Entsprechend der geographischen Lage ist der westliche Bahnhofsvorplatz nach dem Vulkan Fuji benannt, der östliche nach dem Otome-Pass. Bis zum Neubau des Bahnhofs Mitte der 1980er Jahre befand sich das Empfangsgebäude auf der Westseite, mit einer daran anschließenden gedeckten Überführung.
Beide Bahnhofsvorplätze sind bedeutende Knotenpunkte des regionalen Busverkehrs, wobei zahlreiche Linien touristischen Zwecken dienen und nur saisonal verkehren. Zu den hier vertretenen Busgesellschaften gehören Fujikyū Yamanashi Bus, Fujikyū City Bus, Fujikyū Shōnan Bus, Hakone Tozan Bus und Odakyū Hakone Highway Bus.
Im Jahr 2016 nutzten täglich durchschnittlich 4906 Fahrgäste den Bahnhof.

## Gleise
| 1 | ▉ Gotemba-Linie | Matsuda • Kōzu             |
| 2 | ▉ Gotemba-Linie | Numazu                     |
| 3 | ▉ Gotemba-Linie | Odakyū: Matsuda • Shinjuku |

## Linien
| Verlauf der Gotemba-Linie |
| --- |
| Kōzu • Shimosoga • Kami-Ōi • Sagami-Kaneko • Matsuda • Higashi-Yamakita • Yamakita • Yaga • Suruga-Oyama • Ashigara • Gotemba • Minami-Gotemba • Fujioka • Iwanami • Susono • Nagaizumi-Nameri • Shimo-Togari • Ōoka • Numazu |

## Geschichte

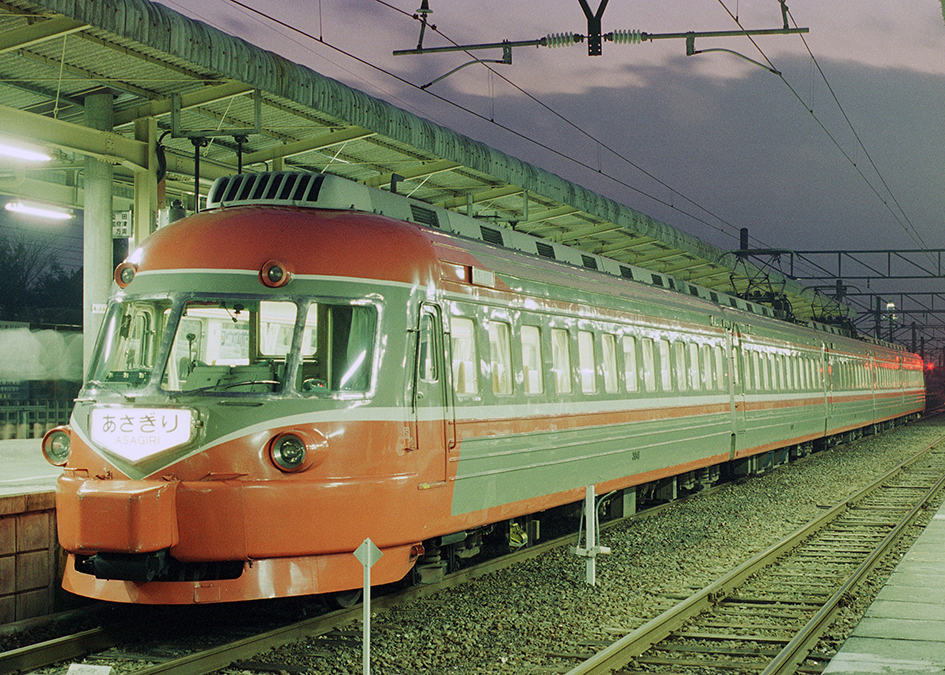
Odakyu 3000 SSE-Express „Asagiri“ mit Halt am Bahnhof Gotemba (1987)

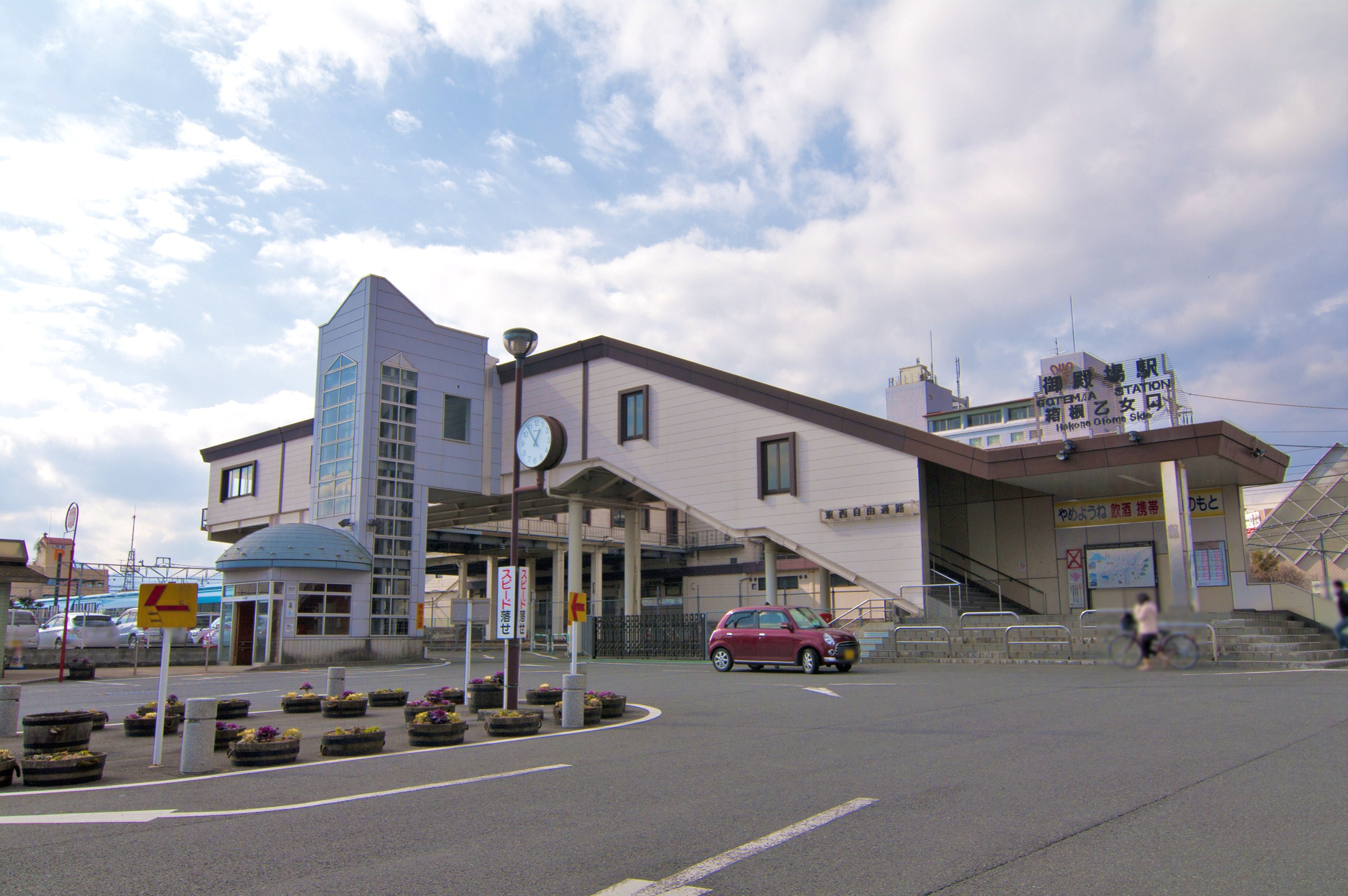
Östlicher Eingang

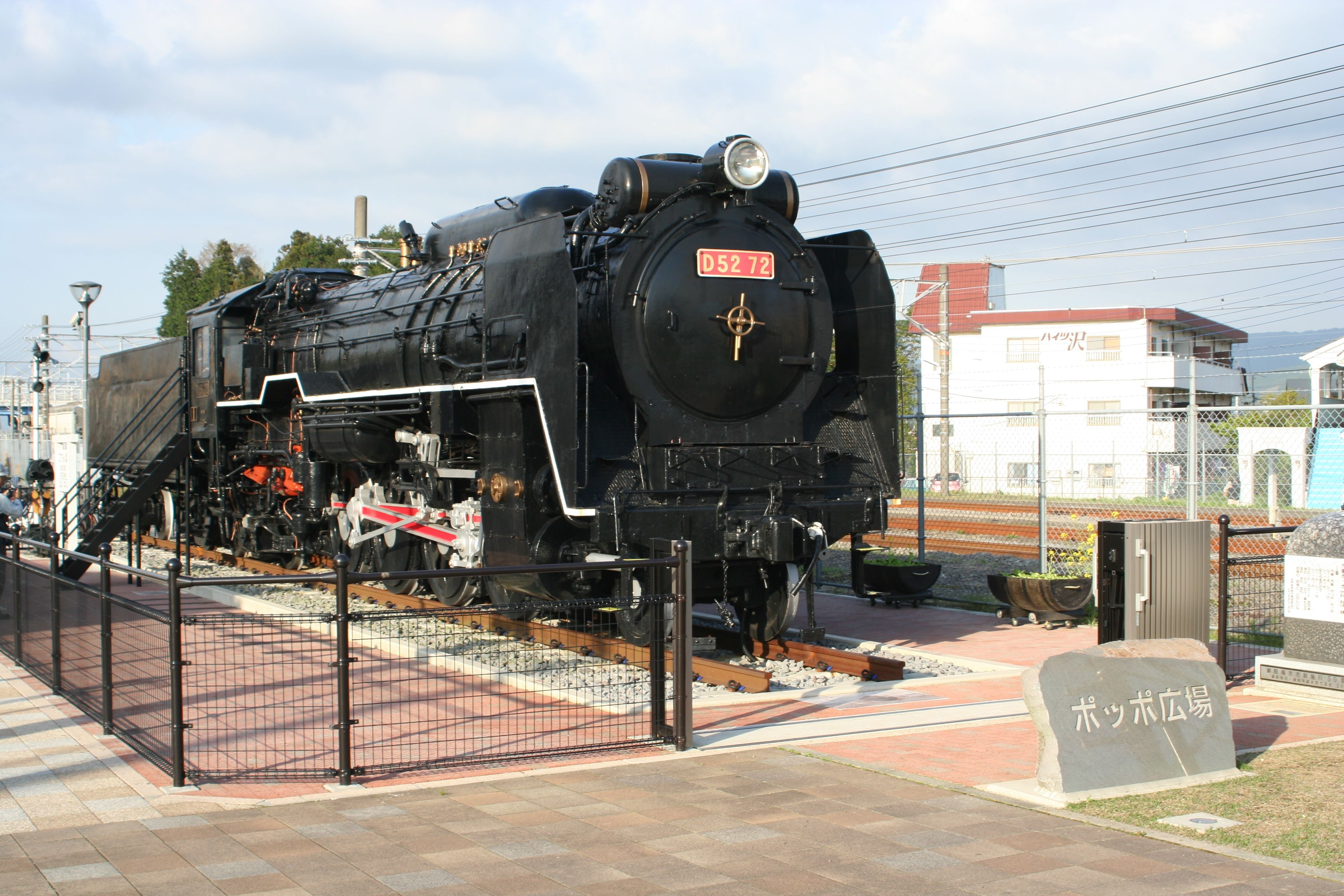
Dampflok der Baureihe D52

Kaum hatte die staatliche Eisenbahn beschlossen, die Tōkaidō-Hauptlinie über Gotemba zu führen, erlebte der Ort einen rasanten Aufschwung, denn aufgrund der landschaftlich reizvollen Lage zwischen den Vulkanen Fuji und Hakone wollten viele vom bevorstehenden Tourismusboom profitieren. Das Teilstück von Kōzu über Matsuda, Gotemba und Numazu nach Shizuoka wurde am 1. Februar 1889 eröffnet. Die Eröffnungsfeier fiel sehr bescheiden aus; in der Nacht zuvor hatte ein Großbrand mehrere hundert Gebäude zerstört (die Bahnanlagen selbst blieben verschont). Die am 11. November 1898 eröffnete Gotemba-Pferdebahn (Spurweite 762 mm) verband den Bahnhof mit Dörfern in der Umgebung. Sie hatte nach mehreren Erweiterungen eine Länge von 17,3 km und war bis 1928 in Betrieb.
Einen großen Bedeutungsverlust erlitt der Bahnhof mit der Eröffnung der Neubaustrecke über Atami am 1. Dezember 1934, die den gesamten überregionalen Verkehr der Tōkaidō-Hauptlinie auf sich lenkte. Die alte Gebirgsstrecke über Gotemba war nur noch eine Nebenlinie von lokaler Bedeutung und erhielt die neue Bezeichnung Gotemba-Linie. Aufgrund einer Vereinbarung zwischen der Japanischen Staatsbahn und der Privatbahn Odakyū Dentetsu begann letztere ab 1. Oktober 1955 Schnellzüge von Gotemba nach Tokio-Shinjuku zu führen. Ebenfalls ab 1955 verkehrten Dieseltriebwagen auf der Gotemba-Linie. Ihre Elektrifizierung erfolgte in zwei Etappen: am 27. April 1968 zwischen Gotemba und Kōzu sowie am 1. Juni desselben Jahres zwischen Gotemba und Numazu.
Aus Kostengründen gab die Staatsbahn am 15. November 1982 den Güterumschlag auf, am 1. Februar 1984 stellte sie auch die Gepäckaufgabe ein. Sie ersetzte das ursprüngliche Empfangsgebäude durch einen Neubau, der am 21. März 1987 eröffnet wurde. Im Rahmen der Staatsbahnprivatisierung ging der Bahnhof am 1. April 1987 in den Besitz der neuen Gesellschaft JR Central über. Einen Tag zuvor nahm JR Freight den Güterverkehr wieder auf, gab diesen aber am 1. April 2006 endgültig auf und baute den benachbarten Güterbahnhof zurück.
In einem kleinen Park nördlich des Bahnhofs ist seit 2010 eine Schlepptender-Dampflokomotive der Baureihe D52 dauerhaft ausgestellt.